# كاناندياجو
كاناندياجو (نيويورك) (بالإنجليزية: Canandaigua (city), New York)‏ هي مدينة تقع في الولايات المتحدة في مقاطعة أونتاريو، نيويورك. يقدر عدد سكانها بـ 10,545 نسمة.

## أعلام
- فرانك هيرشي
- أوليفر فيلبس
- مايرون هولى كلارك
- جون كريغ
- ناثانيل دبليو. هويل
- أغسطس سايمور بورتر
- جون ماسون كلارك
- آرثر دوف
- كريستين ويج
- أوستين ستيوارد
- ماكس إيستمان